# محمد قريش شهاب
محمد قريش شهاب (بالإندونيسية: Muhammad Quraish Shihab)‏ عالم دين إندونيسي أحد علماء الدين المسلمين المتخصصين في علوم القرآن والتفسير. شغل منصب وزير الشؤون الدينية في إندونيسيا عام 1998، وهو أحد أعضاء الهيئة التأسيسية لمجلس حكماء المسلمين.

## نسبه
محمد قريش بن عبد الرحمن بن علي بن عبد الرحمن بن علي بن عبد الله بن حسين بن محمد بن علي بن محمد بن أحمد شهاب الدين الأصغر بن عبد الرحمن القاضي بن أحمد شهاب الدين الأكبر بن عبد الرحمن بن علي بن أبي بكر السكران بن عبد الرحمن السقاف بن محمد مولى الدويلة بن علي بن علوي الغيور بن الفقيه المقدم محمد بن علي بن محمد صاحب مرباط بن علي خالع قسم بن علوي بن محمد بن علوي بن عبيد الله بن أحمد المهاجر بن عيسى بن محمد النقيب بن علي العريضي بن جعفر الصادق بن محمد الباقر بن علي زين العابدين بن الحسين السبط بن الإمام علي بن أبي طالب، والإمام علي زوج فاطمة بنت محمد ﷺ.
فهو الحفيد 36 لرسول الله محمد ﷺ في سلسلة نسبه.

## مولده ونشأته
ولد في قرية رابانغ بمقاطعة سولاوسي الجنوبية بإندونيسيا يوم السادس عشر من شهر فبراير عام 1944، والده هو عبد الرحمن شهاب ووالدته أسماء أبوريسي، وله 12 أخًا وأختًا هو الرابع بينهم. وجده الحبيب علي بن عبد الرحمن بن شهاب وهو الذي هاجر إلى إندونيسيا قادمًا من حضرموت للدعوة ونشر الإسلام. أحب محمد قريش علوم القرآن منذ أن كان طفلًا بسبب تأثير والده الذي كان رئيسًا لجامعتين إسلاميتين في ماكاسار. فابتدأ تعليمه في مدينة ماكاسار، ثم أكمل دراسة الثانوية في مدينة مالانغ في مدرسة دار الحديث الفقيهية الداخلية الإسلامية لمدة عامين تحت إشراف الحبيب عبد القادر بلفقيه.

## تعليمه
في عام 1958 انتقل إلى القاهرة ليكمل دراسته فيها، فحصل على الليسانس في علوم الشريعة من جامعة الأزهر عام 1967، ومن ثمّ أكمل الماجستير في عام 1969 في تخصص تفسير القرآن. وفي عام 1980 عاد محمد إلى القاهرة ليكمل دراسته، فحصل على الدكتوراة في عام 1982 في تخصص تفسير القرآن.

## مناصبه
- عُيّن أستاذًا في كلية أصول الدين في جامعة الشريف هداية الله الإسلامية بجاكرتا عام 1982.
- عضو في رئاسة مجلس علماء إندونيسيا عام 1984.
- عضو في لجنة تصحيح مصحف القرآن بوزارة الشؤون الدينية عام 1989.
- عضو في المجلس الاستشاري للتعليم الوطني بوزارة التربية والتعليم والثقافة عام 1989.
- عضو في جمعية اتحاد الأديان بوزارة التربية والتعليم والثقافة.
- مساعد رئيس الرابطة الإندونيسية للمثقفين المسلمين.
- عُيّن وزيرًا لوزارة الشؤون الدينية في إندونيسيا عام 1998 لمدة شهرين فقط.
- اختير بعدها ليكون سفير إندونيسيا لدى مصر وجيبوتي في الفترة من 1999 إلى 2002.
- عضو في مجلس حكماء المسلمين عام 2014.

## مؤلفاته
وقد ألّف أكثر من 61 كتاب منها كتابه في التفسير الذي أسماه «المصباح» ويقع في 15 مجلدًا نشر عام 2003.

## وصلات خارجية
- الموقع الرسمي للدكتور محمد قريش شهاب.